# 李煥瀛
李煥瀛（？—1944年），直隶怀安人，蒙疆联合自治政府高级官员。

## 生平
李煥瀛毕业于直隶法政专门学校。回到故乡怀安县后，他参与县政多年。日本入侵后，他起初任日本人之下的怀安县县长，继而調任察南政厅民政厅厅长。1943年1月1日，察南政厅改组为宣化省，由察南政厅厅长陈玉铭改任省长，次长为泽田真一。同年3月间，陈玉铭调回原籍，由李焕瀛继任宣化省省长。此后他在省长任上于1944年春病逝，省长由文画君接任。